# Monteprandone
Monteprandone (im lokalen Dialekt: Munneprannù) ist eine italienische Gemeinde (comune) mit 13.043 Einwohnern (Stand 31. Dezember 2023) in der Provinz Ascoli Piceno in den Marken. Die Gemeinde grenzt unmittelbar an die Provinz Teramo und liegt etwa 21 Kilometer nordöstlich von Ascoli Piceno. Bis zum Adriatischen Meer sind es etwa 6 Kilometer in östlicher Richtung.

## Geschichte
Einer Legende nach wurde eine Festung im 9. Jahrhundert von einem fränkischen Ritter im Gefolge Karls des Großen errichtet. Aber erst 1039 wird der Ort erstmals urkundlich erwähnt.

## Verkehr
Durch den Ortsteil Centobuchi führt die frühere Salzstraße Via Salaria von der Adria, dem früheren befestigten Hafen Castrum Truentinum nach Rom. Heute ist dies die Strada statale 4. Eine kleine Bahnstation befindet sich an der nicht elektrifizierten Bahnstrecke von Ascoli Piceno nach San Benedetto del Tronto. Bei Monteprandone gibt es einen kleinen Flugplatz (Aviosuperficie Tronto) für die Allgemeine Luftfahrt.

## Söhne und Töchter der Gemeinde
- Giacomo della Marca (um 1393–1476), Franziskaner, Heiliger
- Eugenio Massi (1875–1944), Geistlicher
- Nando Angelini (1933–2020), Schauspieler